# NGC 5876
NGC 5876 est une vaste galaxie spirale barrée située dans la constellation du Bouvier. Sa vitesse par rapport au fond diffus cosmologique est de 3 325 ± 5 km/s, ce qui correspond à une distance de Hubble de 49,1 ± 3,4 Mpc (∼160 millions d'al). NGC 5876 a été découverte par l'astronome américain Lewis Swift en 1885. Cette galaxie a été observée trois années plus tard, le 27 aout 1888 par Swift et il ne s'est pas rendu compte qu'il l'avait déjà observée. Cette observation a été inscrite à l'Index Catalogue sous la désignation IC 1111.
La classe de luminosité de NGC 5876 est I-II.
À ce jour, trois mesures non basées sur le décalage vers le rouge (redshift) donnent une distance de 65,600 ± 0,346 Mpc (∼214 millions d'al), ce qui est nettement à l'extérieur des valeurs de la distance de Hubble. Notons que c'est avec la valeur moyenne des mesures indépendantes, lorsqu'elles existent, que la base de données NASA/IPAC calcule le diamètre d'une galaxie et qu'en conséquence le diamètre de NGC 5876 pourrait être d'environ 40,0 kpc (∼130 000 al) si on utilisait la distance de Hubble pour le calculer.

## Groupe de NGC 5908
Selon A.M. Garcia, la galaxie NGC 5876 fait partie d'un groupe de galaxies qui compte au moins sept membres, le groupe de NGC 5908. Les autres membres de ce groupe sont NGC 5820, NGC 5821, NGC 5874, NGC 5905, NGC 5908 et UGC 9759.
D'autre part, dans un article publié en 1998, Abraham Mahtessian mentionne aussi ce groupe, mais les galaxies NGC 5820, NGC 5821 et UGC 9759 n'y figurent pas